# Olivier Messiaen
Olivier Eugène Prosper Charles Messiaen, francoski skladatelj, organist in ornitolog, * 10. december 1908, Avignon, Francija, † 27. april 1992, Clichy, Hauts-de-Seine, Pariz.

## Življenjepis
Messiaenov oče (Pierre Messiaen) je bil profesor angleščine in prevajalec celotnega Shakespearovega opusa v francoščino, mati (Cécile Sauvage) pa je bila pesnica. Leta 1919 se je z enajstimi leti vpisal na Pariški glasbeni konservatorij in študiral glasbo do leta 1930. Kot izvrsten študent je v teku izobraževanja prejel nagrade iz harmonije, kontrapunkta, improvizacije in korepeticij. Dokončal je študij kompozicije (Paul Dukas) in orgelske igre (Marcel Dupré).
Ob začetku 2. svetovne vojne je bil vpoklican v francosko vojsko in zaradi slabega vida opravljal naloge sanitetnega pomočnika. Maja 1940 je postal vojni ujetnik in bil transportiran v Görlitz, kjer je med ujetniki kmalu spoznal glasbenike: violinista, violončelista in klarinetista. Za to instrumentalno zasedbo, vključujoč sebe, kot pianista, je v zaporu skomponiral Kvartet za konec časov (Quatuor pour la fin du temps) in ga v nemogočih razmerah krstno izvedel januarja 1941, pred občinstvom zapornikov in paznikov. V svojih poznejših letih se je skladatelj spominjal tega pretresljivega dogodka kot edinega resnično velikega dosežka v svojem življenju. Kmalu zatem je bil izpuščen in je od leta 1942 do 1975 poučeval harmonijo in kompozicijo v Parizu. Njegovo reklo je bilo, da »naj človek ne bi učil kompozicije, preden mu ne zraste brada do popka«.
Messiaen se je od svojega 19 leta ukvarjal z analizo in glasbenim zapisom ptičjega petja, ki je vodilni motiv mnogih njegovih skladb: Katalog ptičev (Catalogue d’Oiseaux), za klavir solo, Eksotični ptiči (Oiseaux Exotiques), v mnogih cikličnih skladbah je posamezne stavke posvetil kosu in od leta 1960 dalje v vsako svojo skladbo vtkal ptičje petje, zaigrano z različnimi instrumenti; in s tem vpeljal v resno glasbo t. i. stil oisseaux.
V komponističnem smislu je Messiaen prepoznaven po mnogih inovacijah, predvsem ritmični ametriki (takti so urejeni po frazah) in s tem po absolutnem odnosu do notnih vrednosti, po sinkopiranem (ligaturnem) načinu notacije, po povezovanju ritmičnih in melodičnih stilov živečih glasbenih kultur sveta, predvsem pa po svoji vsebinsko-duhovni naravnanosti, ki ga je vse življenje gnala po poti naprej in mu omogočala vedno nove ideje.
Najslavnejša izmed njegovih glasbenih izumov je klasifikacija sedmih simetričnih tonskih modusov (imenovanih Messiaenovi modusi), katerih središčna os je interval zvečane kvarte. V svojih skladbah te moduse uporablja večinoma kot značajski kolorit (ozadje), skupaj s svojim vitražnim efektom (efect vitraille), tj. apoggiaturirana dominanta. Messiaen je namreč vse življenje občudoval vitražna cerkvena okna in si je želel, da bi jih lahko s svojim glasbenim jezikom upodobil.
Bil je zelo veren in je do svoje smrti neprekinjeno 40 let deloval kot organist pri cerkvi Svete trojice v Parizu.

## Messiaenovi modusi
Modus št. 1:

Modus št. 2:

Modus št. 3:

Modus št. 4:

Modus št. 5:

Modus št. 6:

Modus št. 7: